# タイコム (人工衛星)
タイコム （タイ語: ดาวเทียมไทยคม、英語: Thaicom）は、タイ王国のタイコム公開会社によって運用されている放送衛星および通信衛星シリーズ。アジア・太平洋地域、欧州・アフリカ等を受信域に含む。

## 概要
1991年にタイ王国の企業シン・コンピューター通信社はヒューズ・スペース・コミュニケーション社と1億米ドルで契約を結びタイで最初の通信衛星打ち上げ計画を立ち上げた。その後、1993年12月17日に最初の衛星タイコム1A号の打ち上げに成功し、衛星放送事業を開始した。この最初の衛星には12本のCバンドトランスポンダが搭載され、日本からシンガポールまでを受信地域とした。

## 衛星一覧
| 名称                        | タイ名            | 衛星バス                              | 軌道位置   | 打上日(GMT)    | 運用終了日    | 打上機       |
| --------------------------- | ----------------- | ------------------------------------- | ---------- | -------------- | ------------- | ------------ |
| タイコム1A号 <タイコム1号>  | ไทยคม 1A          | ヒューズHS-376                        | 東経120度  | 1993年12月17日 | 終了日不明    | アリアン44L  |
| タイコム2号                 | ไทยคม 2           | HS-376                                | 東経78.5度 | 1994年10月7日  | 終了日不明    | アリアン44L  |
| タイコム3号                 | ไทยคม 3           | アエロスパシアル SpaceBus 3000A       | 東経78.5度 | 1997年4月16日  | 2006年10月2日 | アリアン44L  |
| タイコム4号 <IPSTAR>        | ไทยคม 4 ไอพีสตาร์   | スペースシステム・ローラル LS-1300 SX | 東経120度  | 2005年8月11日  | 運用中        | アリアン5GS  |
| タイコム5号                 | ไทยคม 5           | SpaceBus 3000A                        | 東経78.5度 | 2006年5月27日  | 運用中        | アリアン5ECA |
| タイコム6号                 | ไทยคม 6           | Star-2.4 Bus                          | 東経78.5度 | 2014年1月6日   | 運用中        | ファルコン9  |
| アジアサット6号/タイコム7号 | AsiaSat 6/ไทยคม 7 | スペースシステム・ローラル LS-1300 LL | 東経120度  | 2014年予定     | 計画中        | ファルコン9  |
| タイコム8号 <IPSTAR 2>      | ไทยคม 8           | -                                     | 東経78.5度 | 2016年前半予定 | 計画中        | -            |
| タイコム9号                 | ไทยคม 9           | -                                     | 東経50.5度 | -              | 計画中        | -            |

### タイコム1A号
もともと東経78.5度に投入され、タイコム1号と命名された。しかし、その後東経120度に移動したため、1997年6月にタイコム1A号と名称変更を行った。総重量1080kg。Cバンドトランスポンダ12本搭載。

### タイコム2号
タイコム1A号と同系の機体。Cバンドトランスポンダ10本、Kuバンドトランスポンダ3本搭載。

### タイコム3号
1997年に打ち上げられ、ヨーロッパ中央部からアフリカ、東アジア、オーストラリアまでを受信域にして、サービスを提供していたが、電気系統の故障により運用を終了した。総重量2652 Kg。Cバンドトランスポンダ：世界ビーム7本、地域ビーム18本、Kuバンド：タイビーム7本、可変ビーム7本。

### タイコム4号(IPSTAR)
世界最大のブロードバンド専用衛星であり、45Gbpsのデータ速度を持つ。総重量6,486kg。東日本大震災の際、タイコム4号を利用したインターネット利用・携帯電話回線の支援をいち早く立ち上げ、被災者が利用した。

### タイコム5号
総重量2800kg。高精細度テレビジョン放送に対応したサービスを提供。故障により運用が終了したタイコム3号の代替して投入。Cバンドトランスポンダ25本、Kuバンドトランスポンダ14本を搭載。

### タイコム6号
タイコム5号後継の中型の人工衛星。26本のトランスポンダを搭載し、Cバンド（受信域はアジア、アフリカ）18本、Kuバンド（受信域は東南アジア）8本を持つ。2012年6月14日現在、詳細設計審査会（CDR）を通過し、フライトモデルの作成を開始した。製作は米企業オービタルサイエンス社（Orbital Sciences Corporation）とタイコム社が共同して行った。2014年1月6日にケープカナベラル宇宙基地より打ち上げられた。

### アジアサット6号/タイコム7号
香港企業アジアサテライトテレコミュニケーションズ社の商業用人工衛星。タイコム社が所有する東経120度の軌道スロットをアジアサテライトテレコミュニケーションズ社に貸借し、さらに1億7000万ドルを支払うことで、15年間に渡り、28本の搭載トランスポンダのうち半数をタイコム社が利用できる契約を行った。名称もアジアサット6号/タイコム7号（AsiaSat6/ Thaicom7）と命名。Cバンドトランスポンダ28本を搭載している。開発はスペースシステム・ローラル社が行い。打ち上げはスペースX社が行う。2014年1月6日に打ち上げられた。

### タイコム8号 (IPSTAR 2)
タイコム4号<iPSTAR>後継機となる高速インターネット衛星。24本のKuバンドトランスポンダを搭載し、受信域はタイ、南アジア、アフリカをカバーする。高精細度テレビジョン放送およびスーパーハイビジョン放送に対応。2016年5月27日に打ち上げ。打ち上げはスペースX社が行った。
。

### タイコム9号
計画中。

## テレポート
- パトゥムターニー県 ラートルムケーオ郡に『タイコム・テレポートDTHセンター』（THAICOM Teleport and DTH Center）を所有[7]。

所在地:パトゥムターニー県 ラートルムケーオ郡 タムボン・ボーグン ムー1 ラートルムケーオ=ワットチェディーホーイ通り 50（50 ถนนลาดหลุมแก้ว-วัดเจดีย์หอย ม.1 ต.บ่อเงิน อ.ลาดหลุมแก้ว จ.ปทุมธานี）

## 運営形態

### 経営者
シン・コーポレーション・グループ傘下のタイコム公開会社

### 所有者
- 運輸省 (1991年 - 2002年)
- 情報技術・通信省→デジタル経済社会省 (2002年 - 現在)

## 関連事項
- 人工衛星
- 通信衛星
- シン・サテライト